# Sony Ericsson W880i
Sony Ericsson W880i là chiếc điện thoại Walkman-phone mỏng nhất hiện nay của liên doanh Nhật Bản-Thụy Điển Sony Ericsson này, với bề dày chỉ 9,4mm.
W880 có nhiều kết nối hiện đại dành cho 1 chiếc điện thoại thông minh (smartphones) như: 3G, Bluetooth, HSCSD, EDGE và GPRS. Bộ nhớ trong của máy rất thấp, chỉ có 16MB để lưu danh bạ và tin nhắn.

## Tổng quan
Vì là dòng Walkman nên tính năng được chú trọng nhiều nhất ở W880 chính là nghe nhạc, chương trình nghe nhạc của W880 là Walkman 2.0 với nhiều tùy chọn chỉnh âm (Equalizer) như: Pop, Bass, Treble, Disco, Rock,... cùng với nhiều tiện ích hỗ trợ đặc biệt chỉ có ở dòng W của Sony Ericsson như: Disc2phone (Quản lý nhạc) và TrackID (khả năng nhận diện bài hát).
Vỏ của W880 được làm bằng kim loại siêu bền với 2 tông màu cơ bản là Steel Silver và Flame Black. Máy có màn hình 1,8 inches với 262k màu, cùng với chức năng nghe nhạc một cách dễ dàng chỉ bằng 1 nút W trên máy.
Thiết bị chụp hình (Camera) của máy có độ phân giải 2.0mpx, không hỗ trợflash tuy nhiên cóchip cảm ứng CMOS. Máy hỗ trợ thẻ nhớ ngoài M2 (Memory Stick Micro) tối đa lên đến 2GB.

## Tính năng
Máy có thể chạy trên 3 băng tần GSM (900/1800/1900) và 1 băng tần UMTS.
- Kích thước: 103 x 46.5 x 9.4 mm
- Trọng lượng: 71 gram
- Camera chính của máy là 2.0 mpx và 1 camera phụ dành cho 3G với độ phân giải là 0.3 mpx
- Pin chuẩn Li-Po 900 mAh (BST-33) với thời gian chờ là 425h và thời gian thoại lên đến 6giờ 30phút